# Саке
Саке́ (яп. 酒 Сакэ) — один из традиционных японских алкогольных напитков, получаемый путём сбраживания мороми, сусла на основе риса и пропаренного рисового солода. В Японии называется словом нихонсю (яп. 日本酒), в обиходе словами сакэ (яп. 酒) или о-сакэ (яп. お酒) обозначается любой вид алкогольных напитков, в таком виде и вошло в другие языки.
Саке — национальный японский алкогольный напиток, во вкусе которого могут присутствовать хересные и приятно-горьковатые тона, нотки винограда, яблок и бананов. В лучших сортах саке встречается вкус вызревшего сыра, соевого соуса и свежих грибов. Цвет от прозрачного (бесцветного) до зеленовато-лимонного и желтовато-янтарного.
Саке столь непохож на традиционные европейские виды алкоголя, что даже отнесение его к какой-либо группе алкогольных напитков весьма затруднительно.
Саке чаще всего называют рисовой водкой, что в корне неверно и проистекает из утверждения о том, что при производстве данного напитка используется перегонка (дистилляция). На самом деле за дистилляцию ошибочно принимают обычную для традиционной технологии саке пастеризацию. Саке называют также рисовым вином, что опять же неверно, поскольку его технология включает плесневую ферментацию (не путать с брожением), что роднит его с хересом, и формирование затора из рисового солода, пропаренного риса и воды.
Содержание этанола в саке — около 15 %.

## История
Считается, что обычай производить алкоголь из риса появился в Японии вместе с самим злаком благодаря переселенцам с юга Китая, предположительно в поздний период эпохи Дзёмон.
Долгое время саке производился лишь при императорском дворе и в синтоистских храмах, однако в Средние века его стали самостоятельно варить деревенские общины. В те времена технология изготовления отличалась от современной — рис пережёвывали во рту и сплёвывали в специальные ёмкости, где происходило брожение. Позднее был найден особый вид плесневого гриба — кодзи (Aspergillus oryzae), который стал применяться вместо слюны для инициации процесса брожения. Использование грибка кодзи, судя по источникам, началось не раньше VII―VIII веков, а повсеместной практикой стало ближе к эпохе Камакура.
В XVII веке саке начинают производить в больших объёмах на продажу. Район Кинки (территория современных префектур Киото, Осака, Нара и Хёго) становится центром производства саке.
1 октября является официальным «Днём сакэ» (яп. 日本酒の日 нихонсю но хи) в Японии. Его также называют «Всемирным днём сакэ», он был выбран Японской ассоциацией производителей саке и сётю в 1978 году.

## Типы саке
- «Фуцусю» — столовое рисовое вино. 75 % всего изготавливаемого саке. Без градации.
- «Токутэй мэйсёсю» — саке премиум-класса. 25 % саке.
- «Хондзёдзо» — шлифование риса 70 % или менее. Добавляется небольшое количество дистиллированного алкоголя для смягчения вкуса и подчёркивания всех ароматов используемого риса. Обычно немного грубый, но лёгкий вкус.
- «Дзюммай» — это на 100 % чистый рисовый саке без добавок, таких как алкоголь, сахар или крахмал. Минимальный процент шлифования не требуется (раньше[когда?] был 70 %).
- «Гиндзё» — шлифование риса 60 % или менее. Гиндзё приготавливается из дополнительных элементов, таких как «дрожжи гиндзё», а сам процесс брожения проходит при низких температурах. Гиндзё имеет очень приятные фруктовый и цветочный аромат и деликатный вкус. Гиндзё без добавок называют «дзюммай гиндзё».
- «Дайгиндзё» — это высший сорт саке. Шлифовка составляет 50 % или менее. Приготавливается особо тщательно, в нём используются только высшие сорта риса «ямаданисики», «мияманисики» или «гохякумангоку». В основном употребляется холодным или при комнатной температуре. Дайгиндзё без добавок называется «дзюммаи дайгиндзё».

- Бутылка саке, Япония, ок. 1740 г.
- Мороми (сусло для саке) подвергается ферментации
- Стакан саке в японском ресторане в Лионе, Франция
- Переполненный стакан внутри масу
- «Саке Ewer из переносного набора для пикника», Япония, ок. 1830–1839 гг.
- Сугитама (杉玉), шары из кедровых ветвей на пивоварне

## Технология изготовления
Для приготовления саке используется рис особых сортов, которые отличаются крупными и тяжёлыми зёрнами с повышенным содержанием крахмала. Лучшими сортами риса для саке считаются «Ямаданисики» из префектуры Хёго и «Омати» из префектуры Окаяма. Специальные требования предъявляются также к воде — она должна содержать калий, магний, фосфор и кальций, но быть свободной от железа и марганца. В Японии есть знаменитые родники, такие, как в Хёго, Киото, Фукусима, Тояма и Хиросима.
Всего можно перечислить около 8 этапов в процессе изготовления сакэ.
1. Шлифование. На первом этапе производства рис шлифуют, чтобы окончательно удалить отруби и остатки зародыша: содержащиеся в них белки и жиры придают получающемуся сакэ нежелательные вкусовые и ароматические ноты. При этом обтачивают от 30 % до 65 % (для дорогих сортов) зерна[4]. Процесс шлифования на японском называется «сеймайбуай» и является одним из главных показателей для категоризации сакэ на «Хондзёдзо», «Гиндзё» и «Дайгиндзё». Весь процесс занимает 2-3 дня.
2. Промывка, замачивание, пропаривание. Отшлифованный рис промывают водой и замачивают. Обычно этот этап длится от нескольких часов до целых суток в зависимости от степени шлифовки — чем сильнее отшлифован рис, тем меньше срок замачивания. Затем его подвергают обработке паром, при этом следят за тем, чтобы не переварить рис: в этом случае он бродит слишком быстро и не набирает полноценного вкуса, недоваренный же бродит только на поверхности.
3. Приготовление опары «кодзи». Это самая главная часть процесса в приготовлении сакэ. Сверху на пропаренный рис добавляют культуру плесневых грибков «кодзи» и выдерживают в теплом и влажном помещении около 35-48 часов. Весь процесс проводится в специальной комнате с высокой контролируемой температурой и влажностью, которые проверяются на протяжении двух дней каждые 3-4 часа.
4. Приготовление первичного затора «мото». Полученную на предыдущем этапе опару смешивают с пропаренным рисом, водой и дрожжами, после чего в течение 2-4 недель происходит процесс превращения сахара в алкоголь. Поскольку пропаренный рис, в отличие от зернового солода, не содержит фермента амилазы, превращающего крахмал в сахар, необходимый для дрожжей, функцию солода выполняют грибки «кодзи».
5. Приготовление основного затора «мороми». «Мото» постепенно смешивают с ещё большим количеством пропаренного риса и воды. Весь процесс выполняется в три этапа в течение 4 дней, подобная многоступенчатая коферментация используется для обеспечения нужного соотношения кодзи и дрожжей в заторе, в противном случае сакэ получится слишком сухим, поскольку кодзи размножаются медленнее. Затем наступает период брожения на протяжении 18-32 дней. Массовые сорта сакэ бродят при температуре 15-20 °С, дорогие же помещаются в особо охлаждаемые помещения с температурой не выше 10 °С, поскольку считается, что чем медленнее брожение, тем богаче и ярче вкус получаемого напитка.
6. Прессование. Когда заканчивается период брожения, полученный сакэ процеживают или спрессовывают, и «мороми» разделяют на «сэйсю» (чистый сакэ) и «сакэкасу» (белый осадок). Согласно японскому законодательству, название «сакэ» может носить только прозрачный напиток, полностью лишённый осадка, однако исторически многие сорта не подвергались прессованию и отстойке, а всего лишь процеживались через марлю. В наши дни подобные «дымчатые» сорта производятся путём обратного добавления отстоянного осадка в бутылки.
7. Фильтрация. Отжатый сакэ фильтруют через активированный уголь для очистки. Фильтрация убирает нежелательные запахи и натуральный янтарный цвет сакэ, но может ослаблять и вполне желаемые вкусо-ароматические ноты, поэтому многие производители часто предпочитают оставлять его в натуральном виде, а отсутствия неприятных привкусов добиваться улучшением технологии брожения.
8. Выдержка. Большинство новых сакэ проходят пастеризацию для того, чтобы убить бактерии и нежелательные дрожжевые элементы. В итоге для полной выдержки сакэ помещают в специальные герметичные резервуары на период от 6 до 12 месяцев.

Технология изготовления обычно приводит к крепости около 18-20 градусов алкоголя. Зачастую, однако, сакэ перед разливом разбавляется водой примерно до 15 градусов.
Считается, что самое лучшее сакэ производят зимой ― во-первых, осенью поспевает новый урожай риса, во-вторых низкие температуры замедляют процесс ферментации, что с одной стороны делает его легче контролируемым, с другой ― позволяет «вытянуть» из дрожжей самые изысканные ароматы.

## Употребление
Саке пьют из особой посуды как охлаждённым (до 5 °C), так и подогретым — до 60 °C. Используется в кулинарии, например, для устранения неприятных запахов. Потребление саке в Японии в последние годы сократилось, в то же время растёт спрос на него в США и Франции — особенно на сорта высшего качества.